# The Living Road
Albums de Lhasa de Sela
La Llorona
(1998) Lhasa
(2009)
The Living Road (signifiant en français : la Route vivante) est le deuxième album de la chanteuse Lhasa sorti le 3 novembre 2003 sur le label Tôt ou tard.

## Liste des titres
1. Con toda palabra
2. La Marée haute
3. Anywhere on This Road
4. Abro la ventana
5. J'arrive à la ville
6. La frontera
7. La Confession
8. Small Song
9. My Name
10. Pa' llegar a tu lado
11. Para el fin del mundo o el ano nuevo
12. Soon This Space Will Be Too Small

## Participation
Le trompettiste Ibrahim Maalouf participe à l’enregistrement du titre Anywhere On This Road. Ibrahim Maalouf y interprète une improvisation à la trompette de plus de 2 minutes. Cette improvisation lui permet de "trouver le son" développé ensuite sur son premier album Diasporas publié en 2007. 